# Tükör

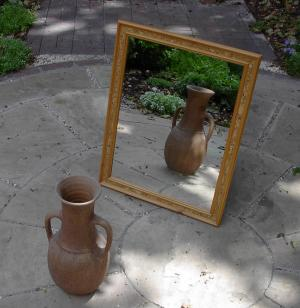
Tükör

A tükör jó fényvisszaverő képességgel bíró, görbült vagy sík felület, amely elég sima ahhoz, hogy a visszavert fénysugarakból kép keletkezzen. A tükröző felület egyenetlenségei ezért nem lehetnek nagyobbak, mint a visszavert fény hullámhossza. Egy egyenetlen fehér fal szintén visszaveri a fényt, de szét is szórja a tér minden irányába.
A visszaverődés és az átlátszóság hat a keletkezett kép fényességére és színére.
A nem látható elektromágneses sugarak számára szintén készíthetők tükröző felületek, tükrök.

## A név eredete
A tükör ótörök eredetű szó lehet, a mai csuvas nyelvben a tükröt a töker szó jelöli. Ez valószínűleg a tárgy többnyire kerek alakjával kapcsolatos, és a török nyelvekben általános „kerek”, „kerék” jelentésű tekir/teker szócsoportba tartozik (csagatáj tekir, oszmántörök és azeri teker), akárcsak a magyar teker és tér („visszatér”, „megtér”) szavak.  A tükör neve latinul speculum. Ebből származik a „spekulálás” kifejezés, amely a régi magyar nyelvben a tudományos gondolkodást, vizsgálódást jelentette. A szó eredete valószínűleg az, hogy az egyik legmegbecsültebb tudomány, a csillagászat művelői az éjjeli égbolt kémlelésére különféle tükröket használtak, vagyis „spekuláltak”.

## Története

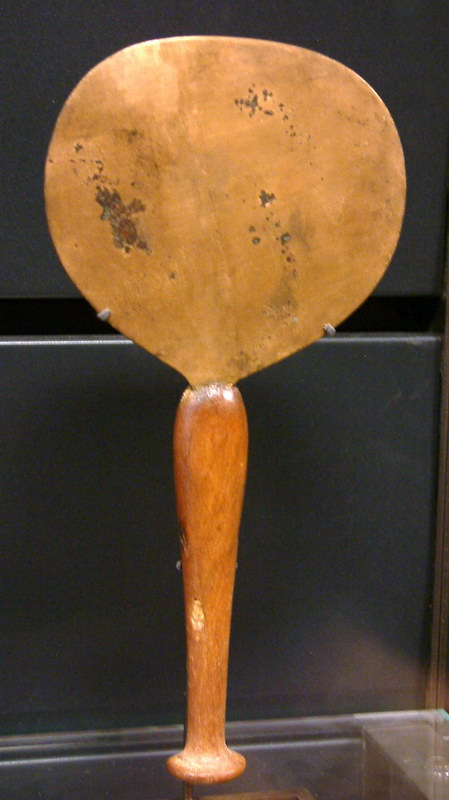
Elhomályosult ókori egyiptomi tükör

A tükör a régebbi korokban különleges luxuscikknek számított. Az emberek misztikus, rejtélyes tárgynak tartották.
A tükör feltalálása előtt egyedül a sima, rezzenéstelen vízfelület adta vissza úgy-ahogy az ember arcmását. Az ókori Keleten használt első tükrök voltaképpen ezüstből, rézből, majd bronzból készült, fényesre csiszolt lemezek voltak. Ezek a tükrök csak újkorukban, viszonylag rövid ideig mutattak tiszta képet. A levegővel érintkezve ugyanis igen hamar oxidálódtak és fokozatosan  elhomályosodtak. Nagy értékük miatt azonban még így is mindaddig használták őket, ameddig teljesen tönkre nem mentek.
A tükör e nagy hibáját csak a középkorban sikerült kijavítani az üvegkészítés fejlődésének köszönhetően. A fémfelületre ugyanis sima üveglapot szorítottak, megakadályozva a tükörnek a levegővel való érintkezését, így az nem homályosult el többé.
A következő nagy találmány, a ma is használt üvegtükör a 13. században a Velencéhez tartozó Murano szigetén született. Az üveglapra hártyavékony ólomlemezt illesztettek, arra pedig higanyt öntöttek. Az így keletkező jól tapadó anyag a foncsor, amely tehát csak egy minimális fémbevonat az üveglap hátoldalán, a régi tökéletlenebb fémtükrökhöz képest mégis kiváló képet eredményez. A muranói tükör hamar világhírű lett, bár az ára a középkor végén az aranyéval vetekedett. Később az eljárást úgy fejlesztették tovább, hogy higany helyett ezüstfoncsort használtak. A mai tükrök is ezzel a technikával készülnek. Alumíniumbevonatot is alkalmaznak. A fémréteget hátulról lakkbevonat védi.
Az optikai tükrökön ezzel szemben a tükröző fémréteget nem rejtik üveg mögé, hanem nyíltan viszik fel a hordozóanyagra. Ezáltal az átlátszóság már nem követelmény a hordozóanyag számára, ezért más szempontok érvényesíthetők, például a törhetetlenség, a hővezetés, vagy mechanikai tulajdonságok. Emiatt ezek a tükrök készülhetnek egészükben fémből. A tükröződő réteg védtelensége miatt óvni kell a szennyeződésektől, és a tisztításkor is elővigyázatosnak kell lenni. Üvegprizmákat is használnak optikai tükörként, amik a teljes visszaverődést kihasználva veszteség nélkül fordítják el a fény útját. A szennyeződések, vagy a nedvesség azonban itt is rontja az optikai tulajdonságokat.

## Részben átlátszó tükrök

### Fémbevonat
A részben átlátszó tükrök, mint a bevonat nélküli üveglapok, egy széles hullámhossztartományban részben visszaverők. Ezek a tükrök lényegesen vékonyabb bevonatot kapnak, mint a normál tükrök, így a fény egy részét áteresztik, másik részét visszaverik.
A csak az egyik irányból fényáteresztő tükröket kémtükrökként használják, és a fénysugarak kettéosztására is alkalmasak. A bevonat fajtájától függően változtatni lehet a fény megoszlásán. Például a vékony aranyréteg inkább az infravörös fényt tükrözi vissza, látható fényben kéken átlátszók.

### Interferenciatükrök
Az interferenciatükrök az általuk mért hullámhossztól eltekintve részben átlátszók. Készítésükkor egy üveglapra váltakozó törésmutatójú rétegeket hordanak fel egyenletes vastagságban. A rétegek vastagsága megegyezik a tükör által mérendő hullámhossz felével.
Csak bizonyos hullámhosszakra és bizonyos beesési szögekre viselkednek normál tükörként, a többi fényt áteresztik, de ezekre fényvisszaverő képességük még a normál tükröknél is jobb, több, mint 99,9%.
Kis veszteségű részben átlátszó tükrökként, színszűrőkként és színbontásra használják őket.

### Kémtükrök
A kémtükrök olyan tükrök, amik az egyik oldalról nézve átlátszók, a másik oldalról nézve normál tükrök, így az egyik szobából meg lehet figyelni a másik szobában tartózkodókat, míg az ottaniak csak saját tükörképüket látják a tükörben. Ezek a tükrök is vékony fémréteget kapnak. Csak úgy tudnak működni, hogy a megfigyelt oldalon világos, a megfigyelőén pedig sötét van. Ha a két szoba ugyanolyan világos, akkor a megfigyelő oldalról érkező fény csak másodjára tudja átlépni a tükröt. A megfigyelő oldaláról nézve a tér sötét, de minden jól látható. A megfigyelt oldalról az áttekintés világos, csak a kontúrok látszanak.
Használják szembesítésre, szellemvasutakon, és a beosztottak megfigyelésére.

## Formái

### Síktükrök
A legismertebb tükrök a síktükrök, velük lehet a legtöbbször találkozni a mindennapi életben, a fürdőszobában, a ruhásszekrényben, vagy a falon. Úsztatott üvegből készülnek, mivel ez adja a legpontosabb sík felületet. Az optikai síktükrök a sugármenetek más irányba fordítására szolgálnak.

### Domború tükrök
A domború, más néven konvex tükrök főleg a közlekedés céljait szolgálják. Képalkotásuk a konkáv lencsékére hasonlít.
A nehezen belátható kereszteződésekben és lehajtókon a mindkét egymásra merőleges tengely mentén görbült domború tükrök segítik az áttekintést. Formájuk lehetővé teszi, hogy az egyébként belátható területnél nagyobb területet mutassanak meg. A járművek oldal- és hátrapillantó tükreivel a vezető anélkül figyelheti meg a mögötte haladó forgalmat, hogy hátra kellene fordulnia. Ezek a tükrök egy tengely mentén görbültek. Ez a görbület megnöveli a látószöget, és segít belátni a holtteret.

### Homorú tükrök
Homorú, más néven konkáv tükröket több célra is használnak.
A borotválkozó- és a kozmetikai tükrök esetén a felhasználó a gyújtótávolságon belülre kerül, így a tükör nagyítóként viselkedik. A kérdéses területről nagyított látszólagos kép keletkezik.
A távcsövekben a homorú tükrök a távoli objektumokról valódi, fordított állású képet alkotnak a konvex lencsékhez hasonlóan. A lencsék használatához képest előny, hogy nem jelentkezhet színi eltérés. Emellett a nagy, vastag lencsék hajlamosak a torzításra, ezért a nagy távcsövek tükrös távcsövek. A homorú gömbtükrök nem alkotnak tökéletes pontosságú képet, kivéve, ha a tárgyat önmagára képezik le, de a tükrös távcsövek formapontossága így is négyszerese a lencsés távcsövekének. A nagy távcsövek tükrei állítható részekből állnak a képalkotási hibák és a torzítások kiküszöbölése érdekében.
A még pontosabb képalkotás érdekében, ha nagy nyílásszögű tükröket kell használni, akkor gömbtükrök helyett parabolatükröket választanak. Egy másik lehetőség a gömbtükrök képalkotási hibájának kiküszöbölése. A parabolatükrök alkalmasak arra, hogy párhuzamosan beeső fénysugarakat egyetlen pontba fókuszáljanak. Az egy pontból kisugárzott fénysugarak újra összegyűjtésére az elliptikus tükrök alkalmazhatók. Erre egy gyakorlati példa a higanygőzlámpák fényének felhasználása a fotolitográfiában. A naperőművekben parabolatükrökkel gyűjtik egy pontba a napfényt, és érnek el magas hőfokot. A fényszórók is parabolatükröt tartalmaznak.

### Más formák és alkalmazások
Bűvésztrükk és színpadi mutatvány a tárgyak eltüntetése.
A görbetükrök, vagy torztükrök vásári mutatványok, vidámparkok kelléke. Az általuk mutatott eltorzított alakok a résztvevők szórakoztatását szolgálják.
Az orvosi endoszkópok is tartalmaznak tükröket a másként hozzá nem férhető területek belátására.
Lézerekben a tükröket a fény továbbvezetésére és fókuszálására használják. Ezeknek a tükröknek bírniuk kell a nagy teljesítményt, így vagy csekély veszteséggel, vagy hűtéssel működnek. Ezek fémtükrök vagy interferenciatükrök. A különböző célokra készülnek áteresztő és teljesen visszaverő tükrök.

## A tükörkép tulajdonságai
A síktükör által alkotott kép a tárggyal egyenlő nagyságú látszólagos kép. Megőrzi a méreteket, és a szögeket is, de az irányítást megfordítja a síkjára merőleges irányok megfordításával. Ha például a megfigyelő a tükörkép helyzetébe képzeli magát, akkor úgy tűnik neki, hogy a függőlegesen álló tükör felcseréli a jobb és a bal oldalt. Ebből adódik az a népszerű kérdés, hogy honnan tudja ezt a tükör. A tükör azonban nem a jobb és a bal oldalt cseréli fel, hanem az elöl és a hátul irányokat.
Ha az így keletkezett képet egy másik síktükörrel továbbtükrözzük, akkor újra megfordul a körüljárási irány, és minden irány a helyére kerül. Ezért lehet a periszkóppal mindent irányhűen látni.
Ha a tükör nem sík, akkor másfajta kép keletkezik. A domború tükrök kicsinyítik a látszólagos képet, míg a homorú tükrökkel nagyított valódi kép alkotható. A kép távolsága a tárgy távolságán kívül a tükör fókusztávolságától, görbületétől is függ.
Hullámos, egyenetlen felszínű tükrök torzképet adnak.

## A tükör a kultúrában

### A tükör mint szimbólum

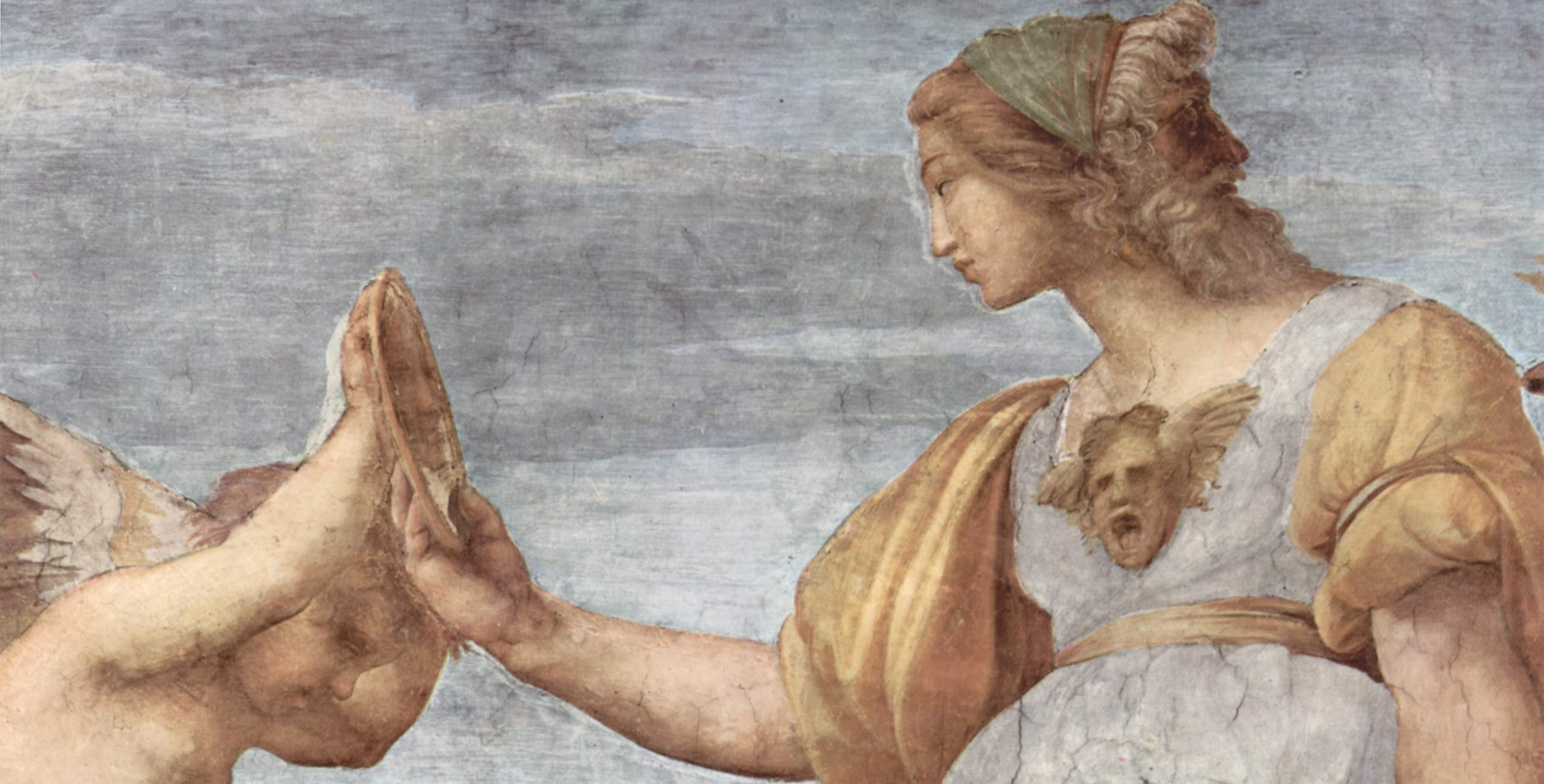
Raffaello: Az Erény allegóriája egy tükröt tart a kezében

Az ókorban a tükör a lelket jelképezte. A mítoszok szerint vele a lelket csapdába lehetett csalni, és a tükörben tartani. A görög mítoszok szerint a titánok így ejtették csapdába Dionüszosz lelkét. Narkisszosz a saját tükörképébe szeretett bele.  Az ókori Egyiptomban a tükör és az élet szavak megegyeztek. Ugyanezért a kelta nőket tükrükkel együtt temették el.
Amíg a tükör kevesek kiváltsága volt, addig a művészetben is nemes tulajdonságok kifejezőjeként jelent meg. A középkori és a reneszánsz művészetben a négy fő erény egyikét, a bölcsességet jelképezte. A Bölcsesség, illetve gyakran az Erény megszemélyesített alakját is általában tükörrel a kezében ábrázolták. Ennek eredete a Bibliára nyúlik vissza. A Bölcsességek könyve ugyanis a bölcsességet így jellemzi: „… az Isten működésének tiszta tükre és jóságának képmása”. (7:26) Még a zsidó tudósok is hitték, hogy a tükör visszaveri a szem erejét minden belenézéskor, így felerősíti. Ezért a tudósok mindig tükröt tettek maguk elé írás közben. A tükröző felületek készítése már magában is mágikus erővel bírt.

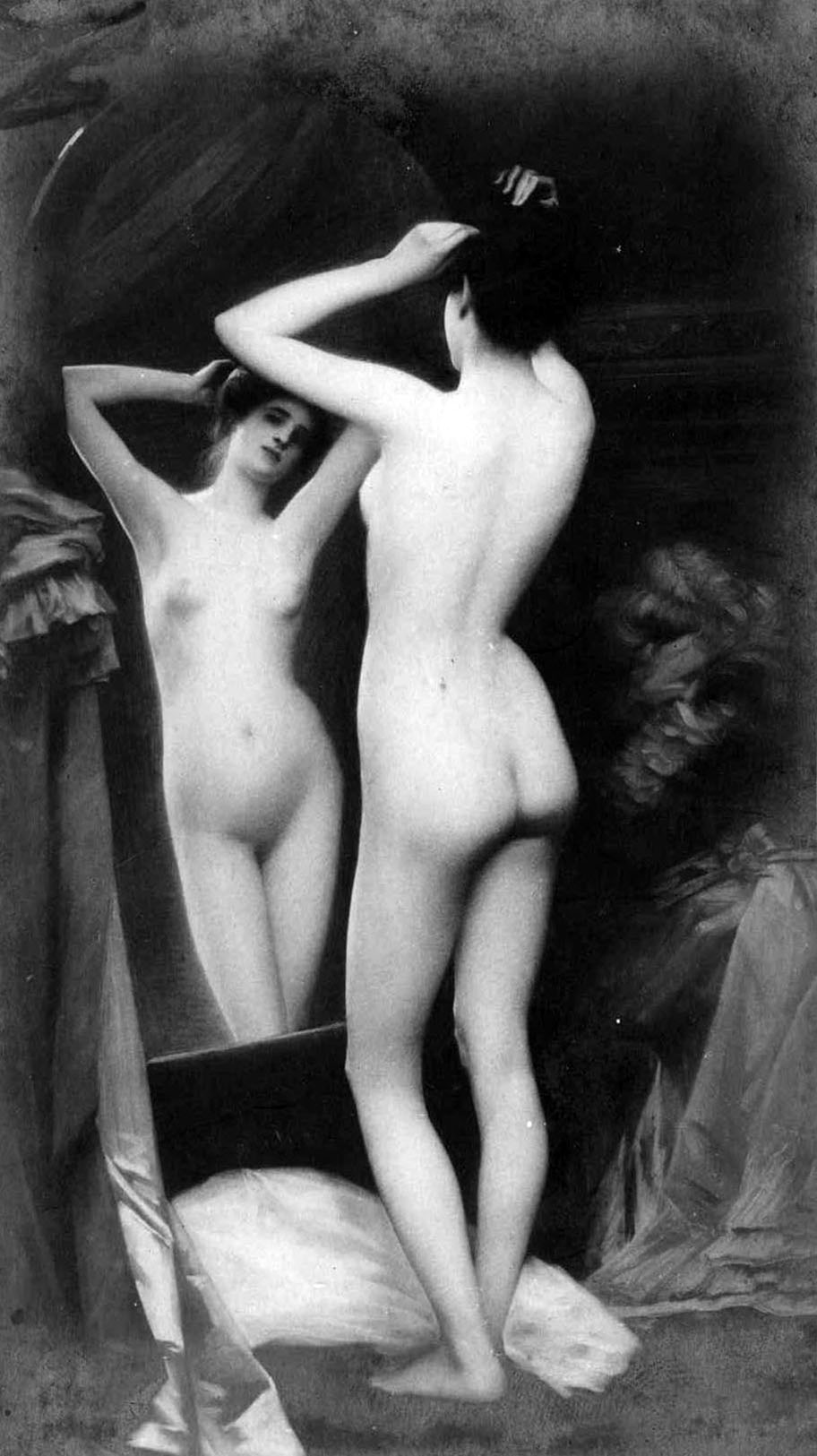
Gabriel de Cool: Devant la glace

A zsidó hagyományban a tükör Mózes kiemelkedő szerepét tükrözte vissza. Maimonidész a kinyilatkoztatást az éjszakában felvillanó villámhoz hasonlította. Egyes próféták csak egyszer nyerték el ezt a különleges kegyet, mások többször, de Mózesnek egy hosszas, megszakítatlan felvilágosodásban volt része. A rabbik magyarázata szerint lelke az isteni küldetést tükörként tükrözte vissza.
A későbbi korokban viszont a tükör már inkább az emberi hiúság jelképe lett az ábrázolásokon. A kolostorokban betiltották a tükröket, mivel azok a hiúságot táplálták.
A buddhizmus az ember létét a tükör által visszavert fényhez hasonlítja. A kínai hagyományok szerint a tükör véd a rossz szellemektől, mert a tükörbe nézve meglátják saját rútságukat, és visszarettennek. Hűséget és bölcsességet jelképez, mert a bölcs értelmét tükörhöz hasonlóan mutatja meg.
Japánban a tükör a császárt jelképezte a trónnal és a karddal együtt. A nyolcszögletű tükröt összekapcsolták a fém elemmel, és Amateraszu napistennővel. A legenda szerint az ő tükre adta vissza a világosságot a világnak. Ez a tükör ébreszti fel, és tükrözi őt vissza, így a világ és a tér szimbóluma. Kapcsolatba hozták a nyolcas számmal és az isteni teljességgel. Holdszimbólum is, mivel a Hold a megjelenést tükrözi vissza.
A bambarák, Kongó és Ázsia népei a tükröt a vízhez hasonlítják, és jóslásra és varázslásra használják. Egy vízzel töltött edényben vagy egy tükörben meg lehet látni a szellemeket. A régi Oroszországban az eladó lányok tükrökkel jósolták meg, ki lesz a férjük. Szenteste egy nagy és egy kicsi tükröt állítottak fel egymással szembe, és közéjük égő gyertyát helyeztek. Ekkor kérték a tükröket, hogy mutassák meg a jövendőbelijüket, és ha a kép megjelent, akkor gyorsan segítségül hívták Istent, különben a képmás kilép a tükörből, és sok rosszat hoz annak, aki hívta.

### Babonák
A tükör sok babonában szerepel. Néhány példa:
- A tükör széttörése hétéves szerencsétlenséget okoz, mivel megsérül a képmás, és ez megbosszulja magát. A következmények elkerülhetők a szilánkok feketére festésével, vagy folyó vízbe mártásával.
- Nem szabad széttört tükörbe nézni, mert ördög van benne. Egy másik hiedelem szerint az ember elveszíti energiáit, vagy, ami még rosszabb, szerencsétlen lesz, ha széttört üvegbe néz.
- Nem szabad kisgyereknek tükröt mutatni, mert ijedős vagy beteg lesz.
- Ha valakinek vissza kell fordulnia, és haza kell mennie, mert otthon felejtett valamit, akkor látnia kell a tükörképét, mielőtt újra elindul, különben sok akadály vár rá.
- Ha halott van a háznál, akkor a tükröket le kell venni, vagy le kell takarni, nehogy a meghalt lelke csapdába essen, és az élőket ijesztgesse.
- Menstruáció, terhesség alatt, vagy közvetlenül szülés után nem szabad a tükörbe nézni, mert ekkor a nő saját nyitott sírját látja.
- A tükör előtt nem szabad rosszat mondani, és saját magunkat kritizálni, mert a tükör visszatükrözi az elmondottakat.
- Minden reggel bele kell nézni a tükörbe, és megkérni, hogy verjen vissza minden rosszat, és ezzel védje meg a házat minden rossztól.
- Az energiák feltölthetők napkelte előtt vagy napnyugta után a tükörkép szemébe nézve.
- A hálószobában az alvót nem szabad tükörnek visszatükröznie, mert akkor az rosszul alszik. Az alvatlanság kivédhető egy, az ágy alá tükröző felületével lefelé fektetve.

## Fordítás
Ez a szócikk részben vagy egészben  a   Spiegel című német Wikipédia-szócikk fordításán alapul.  Az eredeti cikk szerkesztőit annak laptörténete sorolja fel. Ez a jelzés csupán a megfogalmazás eredetét és a szerzői jogokat jelzi, nem szolgál a cikkben szereplő információk forrásmegjelöléseként.